# 玲音
《玲音》（Serial Experiments Lain，通常以全小写形式出现）是由上田耕行创作和共同制作，小中千昭编剧，中村隆太郎导演，安倍吉俊担任角色设定原案，岸田隆宏担任动画角色设定，以及Triangle Staff制作的的试验性动画，于1998年7月6日至9月28日在东京电视台及其附属机构的深夜时段播映，共13集。动画讲述了一个身处日本東京都世田谷區的14岁女孩岩仓玲音，以及她如何受父亲影响，接触，进而发现了“连线”（Wired，一个国际性计算机网络）之中隐藏的巨大秘密，和自己的神秘身世的故事。在北美的制作发行公司为Geneon，在新加坡的制作发行公司为Odex。该动画曾获得1998年第二届日本新媒体动漫艺术节动画部门优秀奖。
《玲音》包含超现实和前卫的动画风格，并探讨了现实、身份认同、神、集体无意识、因特网、阴谋论和唯我论等其他一些经常在赛博朋克作品中出现的主题。喜爱这部作品的人普遍认为这是一部典型的文学性动画。评论家和粉丝们的赞扬主要集中在《玲音》的原创性，视觉效果，气氛，主题以及动画对21世纪生活的深刻洞察，即动画中描绘的一个黑暗的，充满偏执的，疏离的社会和依赖技术的世界。
同名电视游戏于1998年11日26日在PlayStation平台发布。

## 情节
故事以玲音的同学四方田千砂的自杀开始。在她自杀后，玲音的同学陆续收到千砂的电子邮件，同学普遍认为这是恶作剧。但玲音并不相信并决定自己调查。她使用个人电脑（或称“navi”，以Knowledge Navigator概念命名），并收到千砂的电子邮件。千砂在其中说她抛弃肉体，生活在「连线」中。玲音因此开始探索「连线」。而后她通过一系列事件逐渐领悟到，她自己是一个无所不在全知全能的存在。
玲音慢慢地发现了真相。橘总研究所的研究员英利政美基于莫提·李瑞的“Eight Circuit Model of Consciousness”，并应用舒曼共振现象开发出“第7代协议”，以此收集集体无意识。他由此发现了成为「连线」中神的方法。
将意识传输到「连线」上，并毁灭自己的肉体，他实现了不朽。为了维持他作为神的存在，他在连线上创造了玲音，以及黑客组织“东方演算骑士团”（The Knights of the Eastern Calculus”，对现实中的Λ演算骑士团的谐仿）。
在将玲音从连线上的软件变为现实中的小女孩后，英利开始了由橘总研究所主持的“系列试验”。但后来由于玲音对于英利逐渐失望，让所有“Knights”成员被杀，消灭了英利的“信徒”，破坏了英利作为神的地位。但英利告诉玲音，她是他唯一的信徒。
在剧情末尾，当英利破坏玲音与好友爱丽丝的相处，玲音告诉英利用舒曼共振来完成第7协议并不是英利一个人的成就，英利只不过是个“代理的”神，不是真的，仅是自己宣称的。这一揭露让英利勃然大怒。英利最终想凭空凝聚出肉体消灭玲音，但以失败告终，英利也死去。这导致爱丽丝的极度恐惧，玲音决定消去世界上一切关于她的记忆，为了安慰爱丽丝。玲音说：“如果没有人知道，就没有发生过。”
不过在这之后的世界中，英利还活着，这是一个没有解释清楚的地方。不过如果说片中描写的罗斯威尔飞碟事件的起因是集体潜意识对的未来幻想，这可以解释英利的未死：在新的世界中，集体潜意识的情况被玲音改变了。
本片另一个特点就是，主角玲音持续不断的自我审视，特别是在遇见连线上的玲音时。比如玲音会有这样的独白（对白）：“我是谁？”“你是谁”“我就是我！”“只有一个我！”“你不是我！”她一直在求证她自己到底是什么，普通的女孩，还是别的。在结尾，她选择了成为类似于神的存在。

## 登場人物
岩倉玲音（Iwakura Rein）
配音：清水香里（日本）
本作的主人公，年龄设定为14岁。家住世田谷區，原本對網絡一竅不通，在剧中她逐渐揭开、发现她自己的真实面貌。玲音最初被描述为一个就读于東京都一中學二年級、性格內向害羞的女孩。在之后她逐渐在现实世界与连线世界里形成了多重的、更加勇敢的性格。玲音在最终发现自己其实是个具有自主权和情感的计算机程序软件，并以人类肉体的形式存在于现实世界中，是被设计来切断现实世界与连线世界无形的隔阂的存在。最后，玲音半信半疑地接受了她作为连线世界实际上的神的身份，成为了全能的、无所不在的、有自己的崇拜者的计算机化的虚拟存在体，能够无任何约束的、超越时空的存在。
レイン
配音：清水香里（日本）
lain（れいん）
配音：清水香里（日本）
れいん
配音：清水香里（日本）
岩倉康男（Iwakura Yasuo）
配音：大林隆之介（日本）
玲音的父親。
岩倉美穂（Iwakura Miho）
配音：五十嵐麗（日本）
玲音的母親。
岩倉美香（Iwakura Mika）
配音：川澄綾子（日本）；劉惠雲（香港）
玲音的姊姊。
瑞城亞利絲（みずき ありす，Mizuki Arisu）
配音：浅田葉子（日本）；朱妙蘭（香港）
玲音唯一的好友。
山本麗華（Yamatomo Reika）
配音：手塚ちはる（日本）
玲音的同班同學。
加藤樹莉（Katou Juri）
配音：水野愛日（日本）
玲音的同班同學。
四方田千砂（Yomoda Chisa）
配音：武藤寿美（日本）
與玲音同級的同學，配戴著眼鏡。在故事的開頭於澀谷跳樓自殺。因某個人發出惡作劇的電郵，促使某件事情在校內變成流言蜚語。
JJ
配音：近田和生（日本）
身穿紅色運動外套，頭戴針織帽和墨镜，下巴蓄羊咩鬚的男人。在一間位於地下，名叫CYBERIA CLUB的夜店出沒。
太郎（Tarō）
配音：滝本啓人（日本）
ミューミュー
配音：山本有紀（日本）
太郎的朋友。
マサユキ
配音：藤間宇宙（日本）
太郎的朋友。
卡路·侯斯霍弗爾（Kāru Hausuhōfā）
配音：中田譲治（日本）
藍眼金髪，身穿黑色西裝的神秘外籍男士。經常在一輛黑色轎車裡對玲音進行監察。
林随錫
配音：山崎たくみ（日本）
身穿黑色西裝，經常在一輛黑色轎車裡監察玲音的神秘男人。
英利政美（Eiri Masami）
配音：速水奨（日本）
原本是橘研究院（日语：橘総研）的研究員，在一次事故中身亡後，其意識用Protocol7連上Wired。
（ホジソン きょうじゅ）
配音：宮田光（日本）
Kids System的開發者。網上被稱為研究兒童兇殺的科學家。但在現實世界中，他是一個被視為在醫院等待死亡來臨的人。

## 制作
《玲音》被构想为动画作品时，最初被制作人上田耕行认为是一个“风险极大”的想法。美国动漫杂志《Animerica》第7卷第9期刊载了上田耕行一段有争议性的言论，其中他称《玲音》是“我们（指日本）自二战后对美国文化和美国价值观的所采取的一种文化抗争形式”。上田耕行在之后的多个采访中解释道创作《玲音》无疑用的是日本那套价值观，他预想美国人并不会像日本人那样理解这部动画。这样在对这部动画的理解上将会产生“想法的论战”，并最终有望建立起两种文化新的交流。他接着说道，当他发现美国观众持着与日本观众相同的观点时，他感到失望。

### 编剧
《玲音》的创作者们曾被问及这部动画的主题与描写是否受到了《新世纪福音战士》的影响。编剧小中千昭在接受一次采访时予以了否定，他坚决主张他是在完成《玲音》第四话的创作后才去看了《新世纪福音战士》。作为最初是恐怖电影编剧的小中千昭，他声称《玲音》受了让·吕克·戈达尔、电影《驱魔人》和《黯影幢幢》等作品的影响。
剧中人物瑞城爱丽丝（Alice Mizuki）以及她的两位朋友山本麗華（Reika Yamamoto）和加藤树莉（Yuri Kato）的名字皆源自小中千昭之前的一部很大程度上受《爱丽丝梦游仙境》的作品《爱丽丝梦游数码天地》。
在故事中将真实世界人物万尼瓦尔·布什（和他在1945年提出的一种信息机器的构想Memex）、约翰·C·立利（神经科学家）、蒂莫西·利里、泰德·尼尔森和泰德·尼尔森发起的人类历史上最早的超文本计划仙那度计划（Project Xanadu，1960年）视作连线世界的先驱”。
道格拉斯·洛西克夫1994年的关于科技、毒品和亚文化领域的书《赛博利亚》也在列其中，并且书名还成为了《玲音》剧中一黑客与铁克诺朋克音乐爱好者聚集的夜总会的名称。
剧中还将已被揭穿成为了一种亚文化的与外星人有关的“MJ-12”、罗斯威尔飞碟坠毁事件等作为一种案列来说明骗局也许仍会对历史产生影响。剧中称MJ-12与万尼瓦尔·布什有着密切的联系。
《玲音》中通过玲音的父亲还涉及到了两部文学作品。第一次是在玲音他父亲连接互联网时输入的“Think Bule Count One Tow”，源自美国科幻小说作家考德维那·史密斯的短篇《Think Blue, Count Two》，且是他的《Instrumentality of Mankind》短篇小说系列之一。以及玲音的父亲在结局时说得“喝茶时如果有玛德琳蛋糕那么味道会更好”一句也许是唯一一部间接提到了马塞尔·普鲁斯特的《追忆逝水年华》的动画作品了

### 角色设计
《玲音》人物设计师安倍吉俊坦白他在小时候没有看过漫画，漫画在他的家庭属于“违禁品”，他说道“自然的和身边的事物”给了他很大的影响。在提到《玲音》人物设计上，安倍吉俊明确地说漫画家鶴田謙二、山田章博、村田蓮爾以及星野之宣是他的灵感来源。

## 用語
Wired
故事中的電腦網絡, 相等於現實世界中的Internet。
Accela
一種新興的迷幻藥。納米機械製品（Nano-Machine）。每顆售一万日元。服食後會引起體內特定細胞共嗚，從而誘發出一種特別的賀爾蒙激增。由於賀爾蒙的關係，時間在服食者的意識上會彷彿突然加速一樣，并且能活化腦部机能，使大脑的運算机能增加至少一倍，或最大至十二倍。這種納米機械藥品在經過一晚時間後，會被胃酸侵蝕而破壞。
Psyche
硬件Psyche，由Knights負責設計，於台灣製造。一般人都以為它只是個接駁上主電腦的微型處理器，大多並不清楚它真正的功能。其實，只要得到充份發揮，Psyche就能既快速又準確地運算及傳送資料，換句話說，電腦（NAVI）機能會被強化數倍。
Knights
在Wired世界中極具影響力，甚至有「數碼騎士團」之稱。成員身份不明。他們不但操縱情報運作，而且開發很多不同的程式及硬體販賣，當中亦包括一些非法的產品。
幻影
是一款由Knights開發的虛擬實境（Virtual Reality）網絡遊戲。可以自行修改程式，這個程式本身就有如一個奇怪的盲點。
據悉與接二連三的不明自殺事件有關。
小子系統
簡稱。十五年由科學家霍奇森教授發明。
在研究中得知每個小孩均有微弱的超能力。他通過「能量集中收集器」將這些微弱能量結合，再加以處理。完成實驗後，才發現這套稱為「KIDS」的系統存在著極大的副作用 － 曾受「能量集中收集器」攝取超能量的小孩會受到電磁波的干擾而導致腦部某個位置發大，使其意識再無法回到現實世界中。事後已將此系統及其研究資料全數銷毀粉碎。
多年後系統設計圖再次出現在網路上，與天空中發生的不尋常現象有關。

## 主題歌
片頭曲：
作詞 - Jasmine Rodgers / 主唱 - bôa
片尾曲：
作詞・作曲 - 仲井戸麗市 / 主唱 - 仲井戸‘CHABO’麗市

## 各話列表
| 話数     | 標題          | 故事       | 演出       | 作画監督          | 播放日期      | 收录VHS |
| -------- | ------------- | ---------- | ---------- | ----------------- | ------------- | ------- |
| LAYER:1  | WEIRD         | 中村隆太郎 | 中村隆太郎 | 関口雅浩          | 1998年 7月6日 | LIF.01  |
| LAYER:2  | GIRLS         | 中村隆太郎 | 中村隆太郎 | 菅井嘉浩          | 7月13日       | LIF.01  |
| LAYER:3  | PSYCHE        | 中村隆太郎 | 松浦錠平   | 田中雄一          | 7月20日       | LIF.02  |
| LAYER:4  | RELIGION      | 中村隆太郎 | 西山明樹彦 | 高橋勇治          | 7月27日       | LIF.02  |
| LAYER:5  | DISTORTION    | 村田雅彥   | 村田雅彥   | 関口雅浩          | 8月3日        | LIF.02  |
| LAYER:6  | KIDS          | 中村隆太郎 | 中村隆太郎 | 菅井嘉浩          | 8月10日       | LIF.03  |
| LAYER:7  | SOCIETY       | 中村隆太郎 | 松浦錠平   | 丸山泰英          | 8月17日       | LIF.03  |
| LAYER:8  | RUMORS        | 中村隆太郎 | 上田茂     | 田中雄一          | 8月24日       | LIF.03  |
| LAYER:9  | PROTOCOL      | 仁賀緑朗   | 西山明樹彦 | 関口雅浩          | 8月31日       | LIF.04  |
| LAYER:10 | LOVE          | 佐藤卓哉   | 村田雅彦   | 菅井嘉浩          | 9月7日        | LIF.04  |
| LAYER:11 | INFORNOGRAPHY | 中村隆太郎 | 松浦錠平   | 丸山泰英          | 9月14日       | LIF.04  |
| LAYER:12 | LANDSCAPE     | 中村隆太郎 | 中村隆太郎 | 岸田隆宏          | 9月21日       | LIF.05  |
| LAYER:13 | EGO           | 中村隆太郎 | 中村隆太郎 | 丸山泰英 関口雅浩 | 9月28日       | LIF.05  |

## 出版物
《玲音》的版权在最初就已授予了许多其他改编形式（動畫、电视游戏和漫画）许可。制作人上田耕行在接受杂志《Animerica》（Vol. 7 No. 9）的采访中说：“我的整个计划就是把每一种媒体形式所包含的创意结合起来。”尽管動畫最先发行，但事实上最早创作的是电视游戏的剧情，而两者的制作过程同时进行。
動畫版由东京电视台于1998年7月6日至9月28日初次播放，一共有13集，每集半个小时。相同名字的PlayStation游戏于1998年11月26日发行。

### 原创画集
- 《Omnipresence In The Wired》，精装本，96色128页日语文字。包含每个“layer”（《玲音》中对每一集的称呼）的介绍文字及概念图和一部短彩色漫画，名为“谎言的恶梦”。参见：。1998年由Sony Magazines发行（ISBN 4-7897-1343-1）。
- 《Visual Experiments Lain》，平装本, 全彩色80页日语文字。介绍了创作，设计和故事发展的一些细节。1998年由Sony Magazines发行（ISBN 4-7897-1342-3），2013年由復刊.com发行（ISBN 978-4-8354-4950-0）。
- 《Scenario Experiments Lain》，平装本，335页日语文字，作者 chiaki j. konaka（原书中作者名即为小写）。包含剧本和部分情节记述。1998年由Sony Magazines发行（ISBN 4-7897-1320-2），2010年由復刊.com发行（ISBN 978-4-8354-4567-0）。
- 《Serial Experiments Lain Official Guide》，平装本，全彩色80页日语文字。PlayStation游戏的指导。1998年由MediaWorks发行（ISBN 4-07-310083-1）。
- 《Serial Experiments Lain Ultimate Fan Guide》，平装本，112页英语文字。介绍了设计和故事发展的一些细节。1998年由Guardians of Order在美国发行（ISBN 1-894525-35-3）。
- 《Yoshitoshi Abe Lain Illustrations》，精装本，全彩色148页日语/英语文字。本书为《Omnipresence In The Wired》画集再编辑版。2005年由WANIMAGAZINE在日本发行（ISBN 4-89829-487-1），2006年由Digital Manga Publishing在美国发行（ISBN 1-56970-899-1）。

### 原声专辑及单曲
- 片头曲《Duvet》，由乐队bôa作词作曲演唱，他们的第一首单曲。这在日本动画中很罕见：英国乐队演奏的英语OP。
- 片尾曲《遠い叫び》，仲井戸‘CHABO’麗市作词作曲演唱，他们的单曲。其中还包含了劇中歌《孤独のシグナル》。
- 原声专辑《Serial Experiments Lain Soundtrack》，第一张原声专辑，收录了电视動畫版本的原声音乐，其中还包含了ED《遠い叫び》。
- 原声专辑《Serial Experiments Lain Soundtrack: Cyberia Mix》，第二张原声专辑，收录了电视動畫版本中出现的一些电子音乐以及片头曲的一个重新混音版本，其中还包含了OP《DUVET》。
- 《Tall Snake EP》，由乐队bôa作词作曲演唱，他们的迷你专辑。5首曲目，其中还包含了三种类型《Duvet》。
- 《lain BOOTLEG》，双CD限量版专辑，多于45首曲目。电视游戏版中的背景音乐和一张数据音乐CD，其中包含了一个钟表程序和一个游戏，Pioneer Records发行。此专辑经常和另一张类似专辑混淆（1张CD，45首曲目，其中一些的长度比原始版本要短）。

《玲音》的PlayStation电视游戏于1998年11月26日由Pioneer LDC出版发行。这个游戏没有被归类，有争议甚至认为它根本不是一个游戏。在游戏中，玩家在玲音的帮助下开启对她的每次治疗和治疗日志，由此揭开她的身世。游戏过程中玩家需要注意对于各种声音、影像、文字、一个泰迪熊的各个部分以及其他事物的收集，以此作为帮助在一个操作系统的每个层面中探索最终完成调查。游戏里发生了一系列与動畫版本不同的事件。游戏运用了极为大量的多媒体效果，全日文，如果玩家没有掌握任何关于日文的知识将很难进行游戏。

### 其他
LainOS，一个开源操作系统，制作的目的是向玲音在故事中使用的运行于Navi上的操作系统致敬。但目前开发计划处于停滞状态。

## 影响
《玲音》引用了大量的典故和人物，包括：万尼瓦尔·布什写于1945年的论文《As We May Think》、莫提·李瑞的“Eight Circuit Model of Consciousness”、《爱丽丝梦游仙境》、苹果电脑、BeOS、LISP、科幻作家考德维那·史密斯的作品《Think Blue, Count Two》题目的错拼“Think Bule Count One Tow”、分形、λ演算骑士团、Majestic 12、曼哈顿计划、Memex、Project Xanadu、道格拉斯·洛希科夫以及其著作《赛博利亚》、舒曼共振、NeXT等。

## 外部連結
- （日語）玲音官方网站
- （英文）thought experiments lain （页面存档备份，存于），一个Lain系列爱好者的网站，包含了系列的图像，各类信息和采访
- （英文）互联网电影数据库（IMDb）上《玲音》的资料（英文）
- （中文）玲音专题 （页面存档备份，存于）
- （中文）（英文）玲音研究所，一個Lain系列愛好者的網站